# 小型武器
小型武器（こがたぶき）は、武器の区分のひとつである。火器のうち、兵士一名ないしは複数名による運搬が可能な物を指す。

## 定義
以下を総称して「小型武器」と称する（1997年に出された国連小型武器政府専門家パネルでの報告書による。括弧内は同報告書よりの引用）。なお、"Small Arms"という言葉には「小火器」「軽兵器」「弾薬及び爆発物」を含む武器・兵器を包括する概念としての用法と、「兵士一人で携帯、使用が可能な武器」のカテゴリーを指す二つの用法がある。また、この定義における小火器は、一般的に使われる小火器の意味とは異なる。
「小火器（Small arms）」=兵士一人で携帯、使用が可能なもの
- 回転式（リボルバー）および自動式拳銃（Revolvers and self-loading pistols）
- ライフル銃およびカービン銃（Rifles and carbines）
- 短機関銃（Sub-machine-guns）
- アサルトライフル（Assault rifles）
- 軽機関銃（Light machine-guns）

「軽兵器（Light weapons）」=兵士数名で運搬、使用が可能なもの
- 重機関銃（Heavy machine-guns）
- 擲弾発射筒（グレネードランチャー）（Hand-held under-barrel and mounted grenade launchers）
- 携帯対空砲（Portable anti-aircraft guns）
- 携帯型対戦車用砲および無反動砲（Portable anti-tank guns, recoilless rifles）
- 携帯型対戦車ミサイルおよび発射装置（Portable launchers of anti-tank missile and rocket systems）
- 携帯型対空ミサイルおよび発射装置（Portable launchers of anti-aircraft missile systems）
- 口径100mm以下の迫撃砲（Mortars of calibers of less than 100mm）

「弾薬及び爆発物（Ammunition and explosives）」
- 小型武器用弾薬筒（Cartridges (rounds) for small arms）
- 軽兵器用弾薬およびミサイル（Shells and missiles for light weapons）
- 対空・対戦車用可動式砲弾およびミサイル（Mobile containers with missiles or shells for single-action anti-aircraft and anti-tank systems）
- 対人・対戦車用手榴弾（Anti-personnel and anti-tank hand grenades）
- 地雷（Landmines）
- 爆発物（Explosives）

## 問題点とその対応
まず、小型武器の特性を纏めると以下のようなものが挙げられる。
- 小型・軽量である（=運搬が容易）
- 取り扱いが容易（=誰でも使用することができる）
- 殺傷能力が高い（一人当たりの戦闘力が格段に上がる）
- 安価である（費用対効果、価格の両方において）
- 生産に際し、高度な技術を必要としない

以上の理由から、小型武器は世界中の紛争地域で使用され、甚大な被害をもたらして来た。また、冷戦期においては、米ソ両大国が自国側への支援として大量の武器支援を行い、AK-47をはじめとする小型武器が世界中に出回ることとなった。このような状況下、小型武器による人的被害は増加の一途を辿り、国際連合のコフィー・アナン事務総長は、小型武器を「事実上の大量破壊兵器」と呼んだ。

## 日本の対応
日本はあまり知られていないが、軍事目的によらない武器を多数輸出している。猟銃、弾薬など非軍事目的の小型武器をアメリカ、ベルギー、フランスに輸出している事が、スイスのジュネーブ高等国際問題研究所が発表した2004年版の「小型武器概観」で判明した。
その規模は、輸入で世界第4位、輸出で世界第9位である。日本国産で唯一の大口径小銃で、警察にも狙撃銃として採用されている豊和M1500は、国内よりもむしろ海外での評価が高く、コストパフォーマンスの良い猟銃として人気がある。

## 参考・関連項目
- en:Small arms proliferation
- en:Small Arms Working Group
- 全米ライフル協会